# Pablo & Jessica
«Pablo y Jessica» —título original en inglés: «Pablo & Jessica»— es el decimoprimer episodio de la segunda temporada de la serie de televisión posapocalíptica y de horror Fear the Walking Dead. El guion estuvo escrito por Kate Erickson y Uta Briesewitz dirigió el episodio, que se emitió por AMC el 11 de septiembre de 2016 en los Estados Unidos y en Latinoamérica.

## Argumento
Con el fin de preservar sus suministros de medicamentos en disminución, Nick le propone a Alejandro que engañen a los bandidos a los que prometieron intercambiar medicamentos diluyéndolos en secreto con leche en polvo, protegiendo su propio suministro. Alejandro está impresionado con el ingenio de Nick y lo acepta plenamente en su comunidad al darle su propia casa. También le confirma a Nick que había sido mordido por un caminante y que de alguna manera no se convirtió. Sin embargo, uno de los exploradores de la comunidad regresa e informa que el hermano de Luciana, Pablo, ha sido asesinado. Luciana está sorprendida por la noticia y Nick la consuela. Más tarde esa noche, Luciana visita a Nick, y ambos comienzan a besarse. De vuelta en el hotel, Madison y Strand se encuentran con Oscar, el líder de los sobrevivientes del hotel y logran negociar una tregua con él. Madison, Strand, Alicia y otros sobrevivientes comienzan el trabajo de limpiar el hotel de infectados. A Alicia se le ocurre la idea de atraer a todos los infectados al mar, donde la corriente de la marea se los llevará. El plan es exitoso y los sobrevivientes celebran. Strand luego va a hablar en privado con Oscar, quien todavía está de luto por la muerte de su esposa (la titular Jessica). Strand consuela a Oscar y lo convence de que finalmente deje ir a su esposa. Oscar le da a Strand la llave de la habitación del hotel en el que está encarcelada su esposa infectada y Strand entra para acabar con ella.

## Recepción
"Pablo & Jessica" recibió críticas en su mayoría positivas de los críticos. En Rotten Tomatoes, obtuvo una calificación de 79%, con un puntaje promedio de 7.25 / 10 basado en 14 comentarios. El consenso del sitio dice actualmente: "" Pablo y Jessica "supera sus puntos de arrastre y una trama demasiado fácil de resolver con configuraciones  [sic]  y diálogo poderoso".
Matt Fowler de IGN le dio a "Pablo & Jessica" a 7.5/10.0 de calificación, indicando; "Hubo un montón de acción zombie esta semana en el hotel mientras Madison y el nuevo equipo de Alicia trabajaban para limpiar el complejo de muertos vivientes. Pero, en general, la saga del hotel, con todas las caras y conflictos nuevos, no parece tan apremiante como debe ser. Parte de eso tiene que ver con la forma en que estos episodios han sido estructurados y el resto involucra la nueva afluencia de otras personas en el programa, lo que lleva la peor parte de la muerte y la consternación. Sin embargo, la historia de Nick no es tan violenta ahora, se siente más invertible."

### Calificaciones
"Pablo & Jessica" fue visto por 3.40 millones de espectadores en los Estados Unidos en su fecha de emisión original, por encima de la calificación del episodio anterior con una calificación de 2.99 millones